# 2011년 미얀마 지진

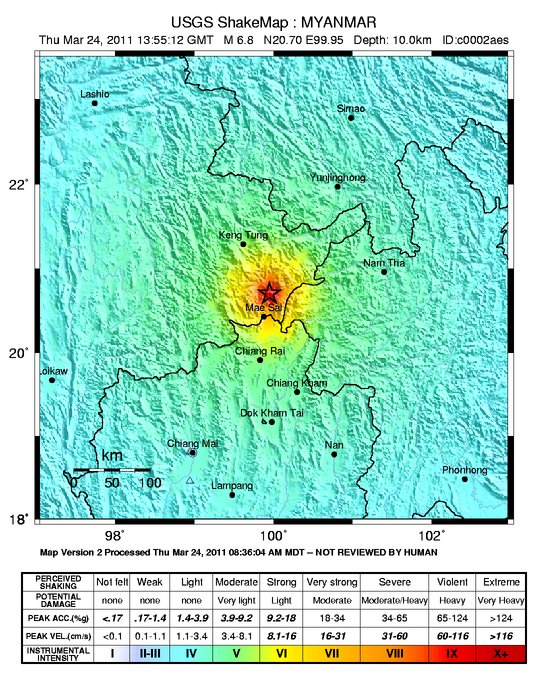
진동의 세기를 보여주는 USGS의 세기 지도

2011년 미얀마 지진은 2011년 3월 24일 현지 시각 오후 8시 25분 경, 미얀마 샨 주 동쪽의 깊이 10 km 지점에서 발생한 규모 6.8의 지진이다. 그 후, 2번의 여진이 있었는데, 첫 여진은 규모 4.8와 규모 5.4였으며, 그 다음 여진은 규모 5.0였다. 지진의 진원지는 치앙라이 북쪽과 메사이 군의 북쪽, 그리고 켕퉁의 동남쪽으로부터 110 km 지점으로 알려졌다. 피해는 자세히 보고된 바가 없다.